# オカンと娘
『オカンと娘』（オカンとむすめ）は、よみうりテレビで2004年4月4日から2005年3月27日の日曜日朝10時55分 - 11時25分（JST）に放送されたトークバラエティ番組である。関西電力の一社提供。
2004年8月9日の美浜原子力発電所事故により、2004年8月15日から2005年2月まではCMが公共広告機構（現:ACジャパン）のものに差し替えられた。
日本テレビでは、金曜日26:10 - 26:40で2004年9月まで放送されていた。
毎回母娘が出場し、悩みや不満をエピソードをしたりしていく番組である。料理コーナーもあった。

## 出演者
- 赤井英和（女装して出演）
- 東野幸治
- なるみ
- 林繁和

## スタッフ
- チーフディレクター : 中地浩之（オフィスりぷる）
- プロデューサー : 牧野恵子 (YTV) 、幸田敏哉（オフィスりぷる）
- チーフプロデューサー : 竹内伸治 (YTV)
- 制作協力 : 吉本興業、オフィスりぷる

## 放送局
- よみうりテレビ（制作局）
- 青森放送
- 山形放送
- 日本テレビ
- テレビ新潟
- 中京テレビ
- 南海放送